# Goodallia
Goodallia é um género botânico pertencente à família Thymelaeaceae.
1. ↑  «Goodallia — World Flora Online». www.worldfloraonline.org. Consultado em 19 de agosto de 2020